# Nyírábrány
Nyírábrány ist eine ungarische Großgemeinde im Kreis Nyíradony im Komitat Hajdú-Bihar. Sie liegt einen Kilometer westlich der Grenze zu Rumänien.

## Geschichte
Die Gemeinde trug im Laufe der Zeit verschiedene Namen wie Szentábrány, Szentgyörgyábrány oder Nagyábrány. Nach dem Zusammenschluss mit der Ortschaft Budaábrány besteht seit 1901 der Name Nyírábrány.

## Sehenswürdigkeiten
- Griechisch-katholische Kirche Keresztelő Szent János
- Griechisch-katholische Kirche Szent Mihály főangyal
- Heimatmuseum (Tájház)
- Naturlehrpfad (Tanösvény)
- Reformierte Kirche, erbaut 1932
- Römisch-katholische Kirche Szent Kereszt, erbaut Anfang des 19. Jahrhunderts
- Schloss Eördögh (Eördögh-kastély), erbaut 1827
- Szapáry-Aussichtsturm (Szapáry-kilátó)

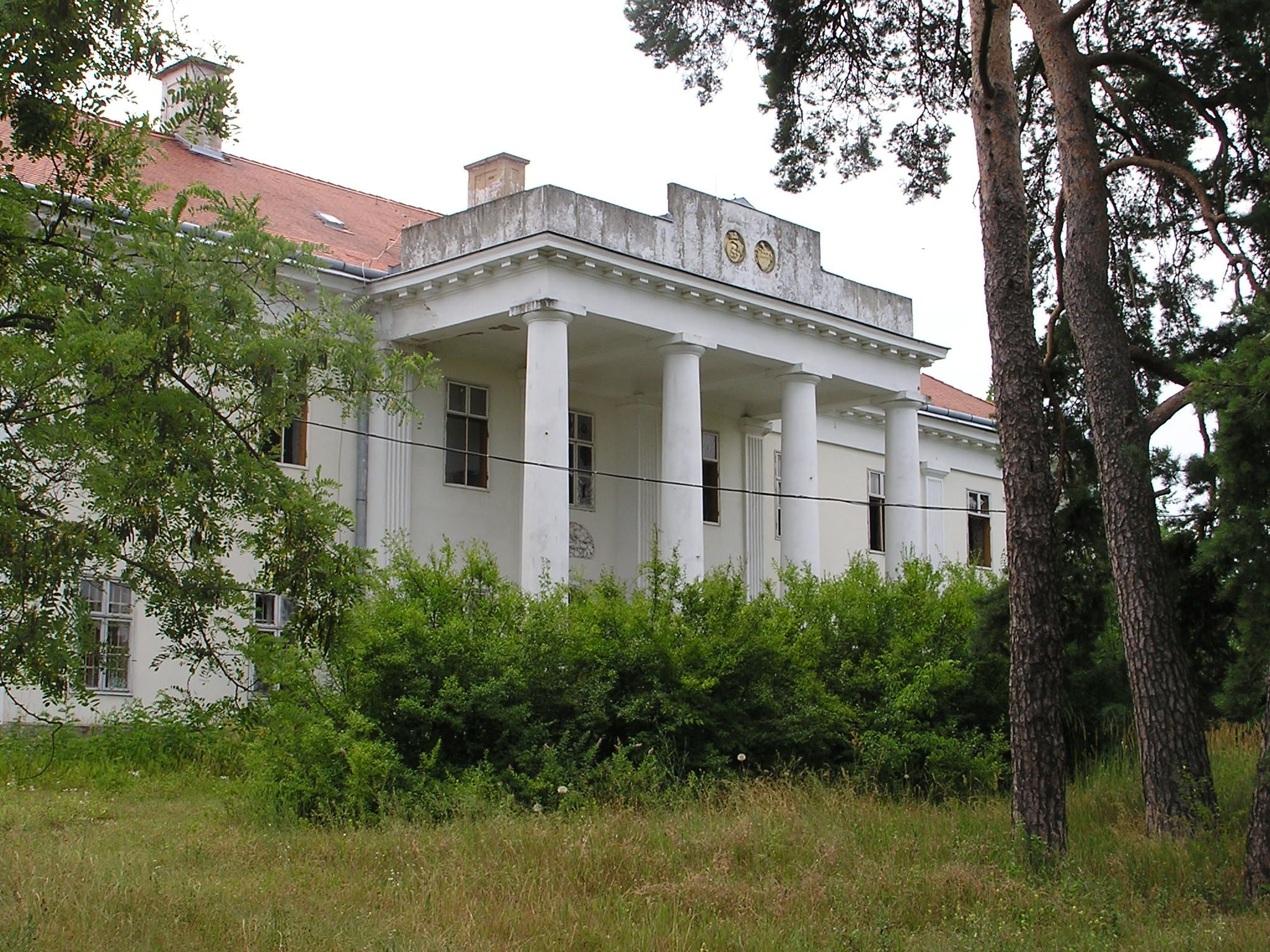
Schloss Eördögh in Nyírábrány
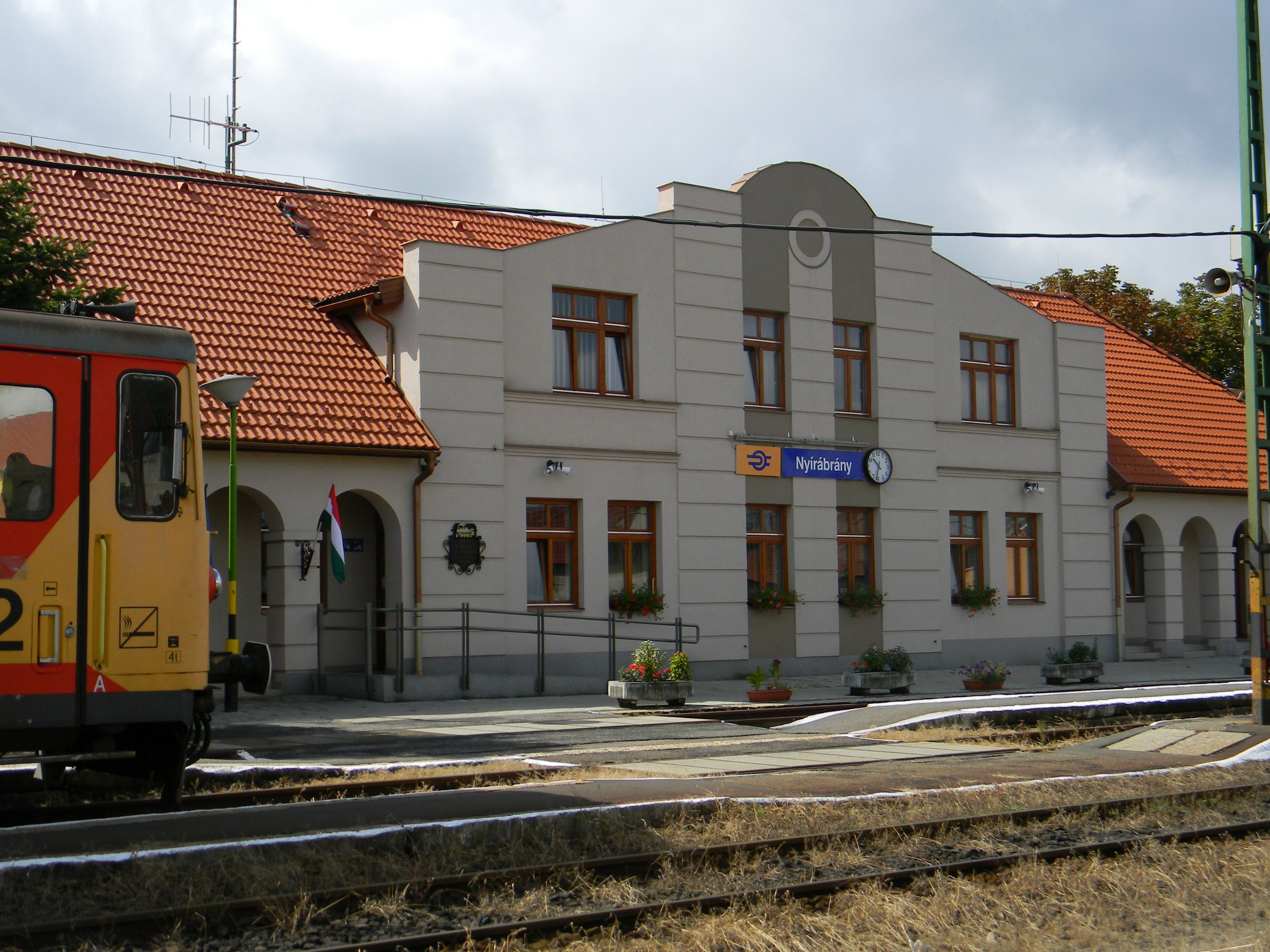
Bahnhof Nyírábrány
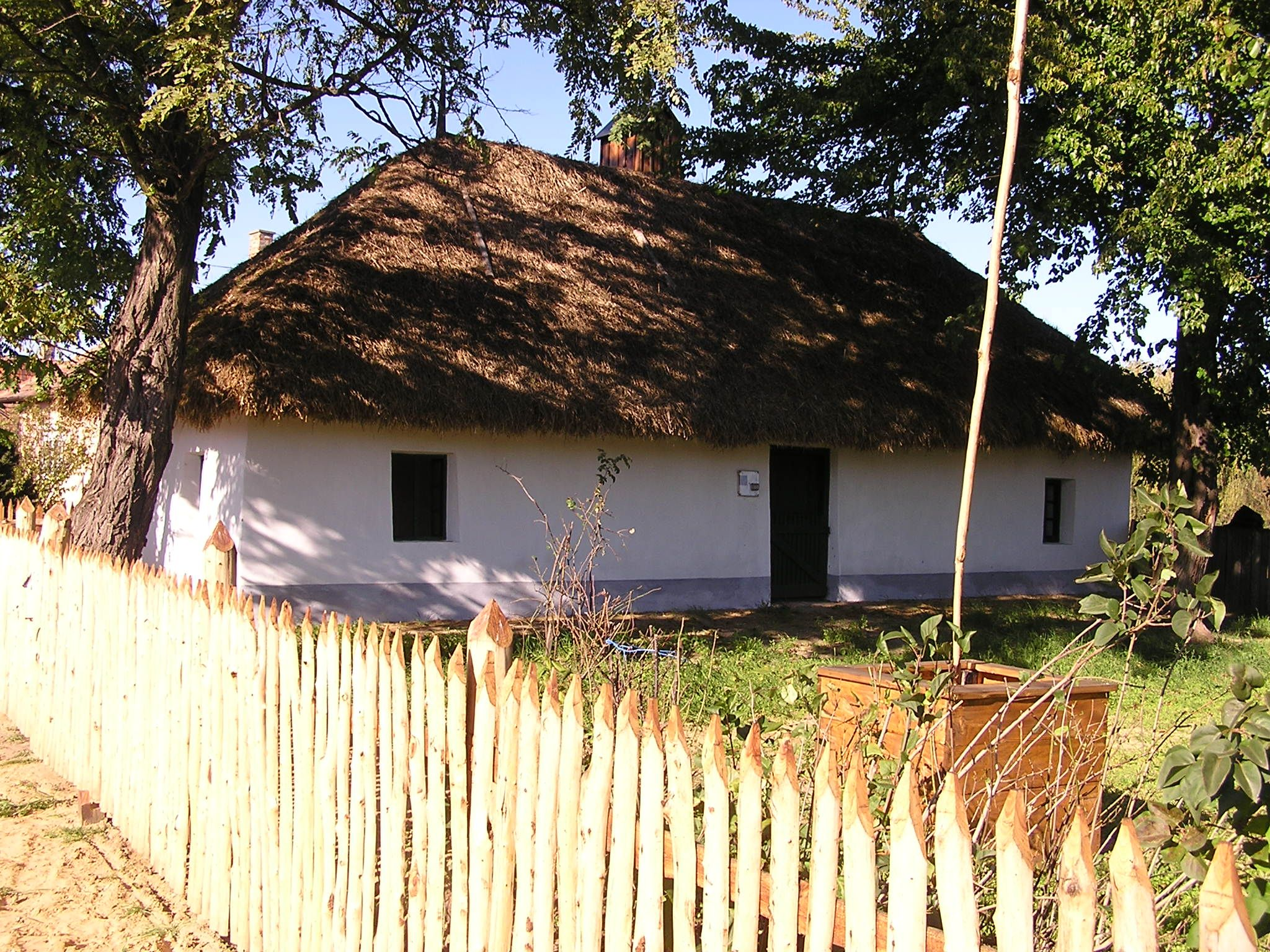
Heimatmuseum Nyírábrány

## Söhne und Töchter der Gemeinde
- Kornél Ábrányi (1822–1903), Musiker und Komponist

## Verkehr
In Nyírábrány treffen die Landstraßen Nr. 4904, Nr. 4906 und Nr. 4907 aufeinander. Am südlichen Rand der Großgemeinde verläuft die Hauptstraße Nr. 48 in Richtung Rumänien. Nyírábrány ist angebunden an die Eisenbahnstrecke von Debrecen zur rumänischen Stadt Satu Mare.